# Coenosia verralli
Coenosia verralli este o specie de muște din genul Coenosia, familia Muscidae, descrisă de Collin în anul 1953. Conform Catalogue of Life specia Coenosia verralli nu are subspecii cunoscute.